# Esgrima nos Jogos Olímpicos de Verão de 1964
A esgrima nos Jogos Olímpicos de Verão de 1964 foi realizada em Tóquio, no Japão, com oito eventos disputados.

## Eventos da esgrima
Masculino: Florete individual | Espada individual | Sabre individual | Florete por equipe | Espada por equipe | Sabre por equipe
Feminino: Florete individual | Florete por equipe

## Masculino

### Florete individual masculino
| Pos. | País          | Atletas            |
| ---- | ------------- | ------------------ |
|      | Polônia (POL) | Egon Franke        |
|      | França (FRA)  | Jean-Claude Magnan |
|      | França (FRA)  | Daniel Revenu      |

### Espada individual masculino
| Pos. | País                  | Atletas       |
| ---- | --------------------- | ------------- |
|      | União Soviética (URS) | Grigory Kriss |
|      | Grã-Bretanha (GBR)    | Henry Hoskyns |
|      | União Soviética (URS) | Guram Kostava |

### Sabre individual masculino
| Pos. | País                  | Atletas          |
| ---- | --------------------- | ---------------- |
|      | Hungria (HUN)         | Tibor Pézsa      |
|      | França (FRA)          | Claude Arabo     |
|      | União Soviética (URS) | Umar Mavlikhanov |

### Florete por equipe masculino
| Ouro                                                                                         | Prata                                                                               | Bronze                                                                                         |
| URS União Soviética German Sveshnikov Viktor Zhdanovich Yury Sisikin Yury Sharov Mark Midler | POL Polônia Zbigniew Skrudlik Witold Woyda Jan Różycki Ryszard Parulski Egon Franke | FRA França Pierre Rodocanachi Daniel Revenu Christian Noël Jean-Claude Magnan Jacky Courtillat |

### Espada por equipe masculino
| Ouro                                                                          | Prata                                                                                                   | Bronze                                                                            |
| HUN Hungria Győző Kulcsár István Kausz Zoltán Nemere Tamás Gábor Árpád Bárány | ITA Itália Gianluigi Saccaro Giuseppe Delfino Giambattista Breda Gianfranco Paolucci Alberto Pellegrino | FRA França Jacques Brodin Yves Dreyfus Claude Bourqard Jack Guittet Claude Brodin |

### Sabre por equipe masculino
| Ouro                                                                                          | Prata                                                                                               | Bronze                                                                                   |
| URS União Soviética Nugzar Asatiani Umyar Mavlikhanov Mark Rakita Yakov Rylsky Boris Melnikov | ITA Itália Wladimiro Calarese Giampaolo Calanchini Mario Ravagnan Cesare Salvadori Pierluigi Chicca | POL Polônia Ryszard Zub Wojciech Zabłocki Andrzej Piątkowski Jerzy Pawłowski Emil Ochyra |

## Feminino

### Florete individual feminino
| Pos. | País                     | Atletas             |
| ---- | ------------------------ | ------------------- |
|      | Hungria (HUN)            | Ildikó Ujlaki-Rejtő |
|      | Equipe Alemã Unida (EUA) | Helga Mees          |
|      | Itália (ITA)             | Antonella Ragno     |

### Florete por equipe feminino
| Ouro | Prata | Bronze                                                                                  |
| HUN Hungria Judit Mendelényi-Ágoston Ildikó Ujlaki-Rejtő Katalin Juhász-Nagy Lídia Sákovics-Dömölky Paula Marosi | URS União Soviética Galina Gorokhova Tatyana Samusenko-Petrenko Valentina Rastvorova Valentina Prudskova Lyudmila Shishova | EUA Equipe Alemã Unida Gudrun Theuerkauff Heidi Schmid Rosemarie Scherberger Helga Mees |

## Quadro de medalhas da esgrima
| Ordem | País                   | Medalha de ouro | Medalha de prata | Medalha de bronze | Total |
| ----- | ---------------------- | --------------- | ---------------- | ----------------- | ----- |
| 1     | HUN Hungria            | 4               | 0                | 0                 | 4     |
| 2     | URS União Soviética    | 3               | 1                | 2                 | 6     |
| 3     | POL Polônia            | 1               | 1                | 1                 | 3     |
| 4     | FRA França             | 0               | 2                | 3                 | 5     |
| 5     | ITA Itália             | 0               | 2                | 1                 | 3     |
| 6     | EUA Equipe Alemã Unida | 0               | 1                | 1                 | 2     |
| 7     | GBR Grã-Bretanha       | 0               | 1                | 0                 | 1     |